# フィリップ・アダムスキー
フィリップ・アダムスキー（Philippe Adamski、1985年4月8日 - ）はフランスのオリエンテーリング選手であり、2011年には母国フランスで開催された世界選手権のリレー競技で優勝している。

## 実績

### ジュニア時代
今でこそフランスを代表する選手の一人であるが、オリエンテーリングとの出会いは遅く、競技を始めたのは17歳の時だった。しかしながら上達は速く、競技を始めた翌2003年にはエストニアで開催されたジュニア世界選手権、JWOC2003に出場し、ロング競技で101位の成績だった。ポーランドで開催されたJWOC2004ではミドル競技で17位、ロング競技で11位と成長を見せ、スイスで開催されたJWOC2005ではミドル競技で銀メダル、ロング競技で銅メダルを獲得するに至った。

### フランス代表として
JWOC2005や、2006年にスロバキアで開催された世界学生選手権（WUOC）で銀メダルを獲得した実績が示す通り、始めてからの日は浅いものの、シニアの舞台に上がるには充分な実績を残していた。
2006年にデンマークで開催された世界選手権（WOC）に初出場。2008年のチェコではミドル競技で入賞まであと一歩の7位となり、2009年のハンガリーでは初めてリレー競技のフランス代表に選出された。
国際舞台で初めて入賞したのは、2010年にブルガリア・プリモルスコで開催されたヨーロッパ選手権（EOC）であり、ロング競技とリレー競技で銀メダルを獲得した。
翌2011年、地元フランスでの開催となったWOC2011ではミドル競技で9位、ロング競技で7位という成果をあげるとともに、リレー競技ではフランソワ・ゴノン、ティエリー・ジョルジュらと共に優勝し、故郷に錦を飾った。
2012年、スウェーデンで開催されたEOC2012のリレー競技でも銅メダルを獲得している。

## その他
- フランスのドゥシー出身で、現在はサン＝テティエンヌのRochetaillée在住。
- フランスのクラブTAD、フィンランドのクラブKalevan rastiに所属しており、2007年にKalevan rastiとして出場したJukolaで優勝を果たしている。